# Sutton Foster
Pour les articles homonymes, voir Foster.
Sutton Foster, née le 18 mars 1975 à Statesboro en Géorgie, est une actrice, chanteuse, et danseuse américaine principalement connue pour ses rôles dans des comédies musicales de Broadway.
Elle est connue pour son rôle de Liza Miller dans la série Younger, créée par Darren Star (2015-).

## Biographie

### Jeunesse et formation
Sutton Lenore Foster, est née le 18 mars 1975 à Statesboro en Géorgie. Elle a un frère Hunter Foster (en) également acteur, née le 25 juin 1969.

### Carrière

#### Broadway
Elle a joué dans plusieurs productions telles que Grease, The Scarlet Pimpernel, Annie ou Les Miserables.
Elle a remporté son premier Tony comme actrice principale dans la comédie musicale Thoroughly Modern Millie, pour lequel elle remporte un Tony Award en 2002.
Par la suite elle jouera dans des comédie musicales plus connues, pour lequel elle a reçu les nominations Tony en 2005 pour Little Women, en 2006 pour The Drowsy Chaperone, en 2009 pour Shrek: The Musical et en 2014 pour Violet.
En 2011, elle joue dans la comédie musicale Anything Goes comme actrice principale, ce rôle lui valut un second Tony Award.
Par ailleurs, en 2009, elle sort un album solo appelé Wish (en).

#### Début télévisuel
En 2012, elle incarne le rôle principal de Michelle Simms dans la série télévisée Bunheads créée par Amy Sherman-Palladino, diffusée entre le 11 juin 2012 et le 25 février 2013 sur ABC Family. Le 22 juillet 2013, ABC Family a annulé la série.
Depuis 2014, elle interprète le rôle principal de Liza Miller dans la série télévisée américaine Younger, créée par Darren Star. La série est diffusée depuis le 31 mars 2015 sur la chaîne TV Land aux côtés d'Hilary Duff, Peter Hermann, Nico Tortorella, Miriam Shor et Debi Mazar. La série c'est finalement terminée en 2021.
En 2016, elle fait une apparition dans la série Gilmore Girls : Une nouvelle année, elle joue le rôle d'une actrice et chanteuse de comédie musicale lors du 3e épisode aux côtés de Lauren Graham et Alexis Bledel, créée par Amy Sherman-Palladino et diffusée le 25 novembre 2016 sur Netflix.
La même année, elle fait également une apparition dans la série The Good Wife lors de l'ultime et dernier épisode de la série aux côtés de Julianna Margulies, Matt Czuchry et Alan Cumming, diffusée le 8 mai 2016 sur le réseau CBS.
En 2018, elle fait une apparition dans la série policière Instinct, dans l'épisode 10 de la saison 1 aux côtés d'Alan Cumming et Bojana Novakovic sur le réseau CBS.
La même année, elle sortira son troisième album, Take Me to the World.
En 2019, elle fait une apparition dans la série d'anthologie, Into the Dark, dans l'épisode 6 de la saison 1, réalisé par James Roday et diffusée le 1er mars 2019 sur Hulu.

#### Retour à Broadway: TheMusic Man
En mars 2019, après une absence de six ans, elle signe son grand retour à Broadway : elle rejoint la comédie musicale The Music Man de Meredith Willson, où elle tiendra le rôle principal de Marian Paroo. Elle partage l'affiche avec Hugh Jackman. Créée en 1957, cette comédie à succès, considérée comme un classique aux Etats-Unis, n'avait pas été présentée à Broadway depuis 2001. La nouvelle version est dirigée par Jerry Zaks, lauréat quatre fois du Tony Award, et chorégraphiée par Warren Carlyle. 
Les représentations sont censées commencer le 9 septembre 2020,, mais la pandémie de Covid-19 repousse plusieurs fois la première représentation. En avril 2021, alors que la comédie est toujours en attente, le producteur Scott Rudin est accusé de mauvais traitements envers les équipes travaillant sur ses productions, dont The Music Man. Sous la pression, Rudin quitte ses fonctions de production sur la comédie. Peu après, Foster puis Jackman, auxquels les réseaux sociaux reprochaient leur silence, commentent cette affaire en se réjouissant du départ de Rudin, Foster s'excusant d'avoir tardé à prendre parti.

### Vie privée
Elle a été mariée avec l'acteur Christian Borle de 2006 à 2010.
Elle se remarie avec le scénariste et producteur Ted Griffin à Santa Barbara, samedi 25 octobre 2014. En 2017, elle adopte avec Griffin une fille nommée Emily Dale Griffin.

## Filmographie

### Cinéma
- 2008 : Just in Case : Boy (voix)
- 2014 : Deuxième chance à Brooklyn : Adela
- 2015 : Gravy : Kerry

### Séries télévisées
- 1990 : Star Search : Elle-même
- 2007 : Johnny and the Sprites : Tina
- 2007 : Flight of the Conchords : Coco
- 2008 : The Battery's Down : Elle-même
- 2010 : New York, unité spéciale : Rosemary (saison 11, épisode 13)
- 2011-2012 : Sesame Street (série télévisée éducative) : Elle-même
- 2012 : Royal Pains : Julie Sharp (saison 3, épisode 14)
- 2012-2013 : Bunheads : Michelle Simms (rôle principal - 18 épisodes)
- 2013 : Doc McStuffins (série d'animation) : Frida Fairy Flyer (voix)
- 2014 : J'ai dit oui à la robe (émission de télé-réalité) : Elle-même
- 2014 : Psych : Enquêteur malgré lui : Gretchen Eikleberry (saison 8, épisode 9 : La Nuit des Shawn vivants)
- 2015 : Elementary : Tara Parker (Saison 3, épisode 23 : L'Effondrement des colonies)
- 2015 - 2021 : Younger : Liza Miller (rôle principal - 72 épisodes)
- 2016 : Mad Dogs : Gerda (saison 1, épisode 8)
- 2016 : The Good Wife : Witness (saison 7, épisode 22)
- 2016 : Gilmore Girls : Une nouvelle année : Violet (épisode 3 : Été)
- 2018 : Instinct : Celia Walker (saison 1, épisode 10)
- 2019 : Into the Dark : Lauren (saison 1, épisode 6)

### Courts-métrages
- 1989 : Mr. Terbillion's Ambition : Sarah
- 2014 : The Nobodies : Amy
- 2016 : Mired : L'épouse (voix)

## Théâtre
- 1992 : The Will Rogers Follies (en)
- 1995 - 1996 : Grease : Sandy Dumbrowski
- 1997 : Annie : Star To Be/Dog Catcher/Cecille/Ronnie Boylan
- 1997 : The Scarlet Pimpernel
- 1998 : What the World Needs Now : Jennifer
- 1999 : Les Misérables : Eponine
- 2000 : Dorian : Sister Claire
- 2000 : Les Misérables : Eponine
- 2000 : Thoroughly Modern Millie : Millie Dilmount
- 2001 : The 3hree Musketeers : Constance
- 2001 : South Pacific : Nellie Forbush
- 2002 -2004 : Thoroughly Modern Millie : Millie Dilmount
- 2002 : Funny Girl : Fanny Brice
- 2003 : Chess : Svetlana
- 2004 : Snoopy! The Musical (en) : Peppermint Patty
- 2004 : Me and My Girl (en) : Sally Smith
- 2005 : Little Women (en) : Jo March
- 2005 / 2006 - 2007 : The Drowsy Chaperone
- 2007 - 2008 : Young Frankenstein (en) : Inga
- 2008 - 2010 : Shrek the Musical : Princesse Fiona
- 2010 : Anyone Can Whistle : Nurse Fay Apple
- 2010 : They're Playing Our Song (en) : Sonia Walsk
- 2010 : Trust : Prudence
- 2011 - 2012 : Anything Goes : Reno Sweeney
- 2013 - 2014 : Violet (en): Violet Karl
- 2015 : The Wild Party (en) : Queenie
- 2016-2017 : Sweet Charity : Charity Hope Valentine
- 2018 : Thoroughly Modern Millie : Millie Dilmount
- 2018 : My One and Only (en) : Edythe Herbert
- 2019 : Into the Woods : La femme du boulanger
- 2019 : The Music Man : Marian Paroo

## Distinctions

### Récompenses
Tony Awards
- 2002 : Thoroughly Modern Millie (Millie Dillmount) : Tony Award de la meilleure actrice dans une comédie musicale
- 2011 : Anything Goes (Reno Sweeney) : Tony Award de la meilleure actrice dans une comédie musicale

Drama Desk Awards
- 2002 : Thoroughly Modern Millie (Millie Dillmount) : Drama Desk Award de la meilleure actrice dans une comédie musicale
- 2011 : Anything Goes (Reno Sweeney) : Drama Desk Award de la meilleure actrice dans une comédie musicale

### Nominations
Tony Awards
- 2005 : Little Women (en) (Jo March) : Tony Award de la meilleure actrice dans une comédie musicale
- 2006 : The Drowsy Chaperone (Janet Van De Graaff) : Tony Award de la meilleure actrice dans une comédie musicale
- 2009 : Shrek the Musical (Princesse Fiona) : Tony Award de la meilleure actrice dans une comédie musicale
- 2014 : Violet (en) (Violet Karl) : Tony Award de la meilleure actrice dans une comédie musicale

Drama Desk Awards
- 2005 : Little Women (en) (Jo March) : Drama Desk Award de la meilleure actrice dans une comédie musicale
- 2006 : The Drowsy Chaperone (Janet Van De Graaff) : Drama Desk Award de la meilleure actrice dans une comédie musicale
- 2009 : Shrek the Musical (Princesse Fiona) : Drama Desk Award de la meilleure actrice dans une comédie musicale
- 2014 : 2014 : Violet (en) (Violet Karl) : Drama Desk Award de la meilleure actrice dans une comédie musicale
- 2017 : 2014 : Sweet Charity (Charity Hope Valentine) : Drama Desk Award de la meilleure actrice dans une comédie musicale

## Voix françaises
En France, elle n'est pas régulièrement doublée par une comédienne, cependant elle l'a été deux fois par Hélène Bizot.
- Hélène Bizot dans :
  - Bunheads (rôle principal)
  - Elementary (1 épisode)
- Laurence Breheret dans Psych : Enquêteur malgré lui (1 épisode)
- Veronique Desmadryl dans Younger (rôle principal)
- Delphine Braillon dans la version américaine de Mad Dogs (1 épisode)